# Adolf Hitlers barndom
Adolf Hitler blev født d. 20. april 1889 i det østrigske område Braunau. Hans fader Alois Hitler var toldinspektør, mens moderen Klara Hitler (født Pölzl) var hjemmegående i de mange villaer og lejligheder, som familien nåede at bo i under Hitlers barndom. Faderen døde i 1903. Hitler var i sine første skoleår en god elev, men efterhånden som spændinger i familien øgedes, gik det ned ad bakke både socialt og fagligt. Han gik ud af skolen i 1905, uden realeksamen.

## Hitlers familie
Dobbeltmonarkiet Østrig-Ungarn havde siden dets oprettelse i 1867 været præget af eksplosiv vækst og industrialisering. Dette magtfulde og velhavende kejserdømme blev Adolf Hitler født i. 
Men i 1672, lang tid før Hitlers fødsel og industrialiseringens opblomstringstid, er det muligt at spore navnet Hitler (Andre stavemåder: Hiedler, Hütler eller Hüttler), da en Stefan Hiedlers fødsel registreres i byen Walterschlag. Adolfs oldefar, Matin Hüttler blev også født i Walterschlag året 1762. Han flyttede til den østrigske by Spital og levede der til han døde. Hans søn, Johann Georg Hüttler var eftersigende en type der aldrig rigtig faldt til ro. Under en af hans længere vandringer i det nedre Østrig mødte han bondepigen Maria Anna Schickelgruber, som kom fra landsbyen Strones. Han blev gift med hende i Döllersheim maj 1842. 
I 1837, fem år tidligere – havde Maria uden for ægteskab født en dreng, som fik navnet Alois, og som efter alt at dømme har været en uægte søn af Johan Georg Hüttler. 
Ægteskabet mellem Hiedler og Maria holdt dog ikke længe idet Maria døde i 1847, kun fem år efter deres bryllup. Desuden tog Hüttler sig heller ikke den ulejlighed at legitimere drengen, hvilket betød at Alois kom til at hedde Schickelgruber langt op i årene. Han levede i yderligere fem år med sin formodede fader, indtil dennes død i 1852. Farbroder Johann Nepomuk Hütler tog sig efterfølgende af den nu 15-årige Alois.
Igennem denne tumulte opfostring fik han kun få års skolegang, og kom tillige i lære som skoflikker. 17 år gammel rejste han til Wien for at færdiggøre sin uddannelse. Her opholdt han sig, til han som 19-årig fik arbejde i det østrigske finansministerium. Dette blev startskuddet for en lang løbebane i statens tjeneste. I 1867 blev Alois ansat i toldvæsenet hvor han gjorde lynkarriere, og allerede i 1875 var toldinspektør i området Braunau am Inn. Et år senere ændrede Alois sit efternavn – formentlig på grund af den arving han kunne få i forbindelse med Johann Nepomuk Hütlers død. Tre øvrige familiemedlemmer skrev under på at Alois var barn af Johann Georg Hüttler, som hans biologiske moder havde giftet sig med 34 år forinden. Den offentlige notar i Weitra noterede, at Alois var søn af Hitler, og altså ikke Hüttler – hvilket var årsagen til at stavemåden ’Hitler’ blev optaget i familien. 
Det er strengt uvist hvem der i virkeligheden var Alois’ fader, men i Det Tredje Rige var det formelt Johann Georg Hiedler. Andre har proklameret at Alois’ fader var jøde – denne teori florerede i 20’ernes München, og blev taget op igen af udlandets sensationsjournalisme i 1933, da Hitler blev rigskansler. Det er dog dybest set uvist hvem Alois fader var. 
Som dannet menneske var Alois Hitler en meget voldsom og opfarende personlighed. Han var ildsjæl og nåede derfor også at flyve op igennem de sociale rækker med tophastighed. Ligeledes var hans kærlighedsliv kaotisk, og han nåede at blive enkemand tre gange. Hans første hustru deltog i at føre ham længere op af den sociale rangstige, da hun som embedsmandsdatter skabte vigtige kontakter. Dette ægteskab var nok hvad Alois drømte om, da han i sand iver ønskede at markere sig som en ædel borger og nå til tops i det østrig-ungarske samfund. Men ægteskabet var langt fra lykkeligt, og Alois Hitlers kone, som havde været svagelig i en del år, døde i 1883. Efter igen at være blevet gift og atter enkemand, blev han endeligt gift med Klara Pölzl i 1885. Med sig havde han to børn fra tidligere ægteskaber der også fik adresse i familiens villa nær Linz, og allerede i slutningen af 1885 fik de deres første fælles barn. Endnu to skulle fødes, og endda nå at dø, inden Adolf Hitler i 1889 kom til verden.

## Skoletiden i Linz og omegn
Hitlers moder var, forståeligt nok, meget eftergivende og omsorgsfuld, idet hendes tre tidligere børn var døde i en tidlig alder. Mange mener at moderens forkælende og overbærende personlighed i samspil med faderens autoritet, gav den lille Adolf et skævt verdensbillede. Han havde gennem hele livet deciderede anfald, der kan være blevet skabt i en blanding af det ulykkelige barns svigtende fader og den forkælede møgunges opfyldende moder. Samtidig kan moderens antiautoritære opdragelse have sat nogle negative spor, i form af Hitlers syn på kvinder som rekvisitter og kæledyr. 
Da Adolf som 6-årig begyndte i en landsbyskole uden for Linz i Østrig, så han ud til at være helt normal. Han legede med de andre børn og klarede sig godt i skolen. Dette varede dog kun midlertidigt, og da faderen blev pensioneret øgede spændingerne i hjemmet sig. Hans nye tilværelse kedede ham, og han blev om end muligt, mere aggressiv og autoritær end tidligere. Adolf begyndte allerede nu at spille op mod faderen, og en af deres største uenigheder var omkring Hitlers egen fremtid. Faderen ønskede at se sin søn som embedsmand i toldvæsenet, mens han selv allerede dengang drømte om at blive en stor kunstner. Han blev undertiden usikker og aggressiv i skolen – mistede sine tidligere venner og endte i en ond cirkel af forsømmelse. Dette lagde bunden for en endnu større kløft mellem Alois Hitler og hans søn.
I den følgende periode flyttede familien meget, og i 1900 ramte endnu en ulykke hjemmet; sønnen Edmund døde seks år gammel af mæslinger. Samme år blev Adolf sendt til en videregående skole i Linz, hvor hans skolegang forværredes. Han blev beskrevet som doven, ukoncentreret og uden disciplin. Af denne grund måtte han gå det første år om, grundet uacceptable karakterer i matematik og naturhistorie. 
Faderen var som østrigsk embedsmand glødende tilhænger af det habsburgske monarki. Måske i trods hertil følte den rebelske Adolf sig tiltrukket af den tyske nationalisme og læste med begejstring om germanske folkehelte som Bismark og Frederik den Store. Tolv år gammel overværede han en opera af Richard Wagner og var dybt betaget. 

## Dagdriverlivet og politisk påvirkning
I Januar 1903 døde faderen pludseligt over et glas vin. Adolf var da tretten år, og nu familiens mandlige overhoved. Han klarede sig fortsat dårligt i skolen, som han med moderens tilladelse forlod i 1905, uden den afsluttende eksamen. I de to år mellem hans udmelding fra skolen og rejsen til Wien i 1907, tyder intet på at han foretog sig noget bestemt. Han har antagelig levet et meget uforpligtende og lettere velhavende liv, med spadsereture og kortere rejser til Wien. 
Denne tilværelse gennemførte han sammen med sin eneste barndomsven August Kubizek, hvor de begge brugte det meste af deres tid på at drømme om henholdsvis kunst og musik. I denne periode udviklede Hitler i særdeleshed sit sentimentale forhold til kultur og æstetik. Den nationalistiske tankegang var også allerede i denne tidlige fase af hans liv begyndt at spire, mens antisemitismen endnu ikke var blevet introduceret for den unge Hitler. Han levede i en kunstnerisk drøm – en patriots ekstase og en students forfængelighed. Han spadserede med stok og hat, og lod sig formelt præsentere som den unge student fra den velhavende toldinspektørsfamilie. I virkeligheden forlod han skolen med ”et elementært had” , og forklarede sin fiasko med en spontan kunstnerisk åbenbaring, som han selv kaldte den pludselige lidenskab. Han lod sig ophøje af Wagners musik og sine egner planer for genopbyggelsen af Linz som en pragten og glansens metropol. 
I denne falske forestilling om fremtidens uforpligtede kunstnerliv, lod han i årene før den endelige fiasko i henhold til dette, falde ned i en sump af evig tvangsforandring i tilværelsen. Et af Hitlers gennemgående træk var foragten for regelmæssigt arbejde, og dette karaktertræk kom allerede til syne i Linz. Han måtte hele tiden have ny underholdning, ny pirring, nye mål. Han overtalte moderen til at købe et klaver, modtog undervisning i et par uger, men opgav så og begyndte på et nyt projekt. For Hitler var drømme et udmærket alternativ til resultater, og af netop denne grund endte mange af hans planer på skrivebordet og senere i glemslen. 
I maj 1906 kom Hitler første gang til Wien, og blev hurtigt suget ind i kæmpebyens trykkende og pulserende stemning. Han betragtede de monumentale bygninger på Ringstrasse og nød de store teatre og operahuse, hvor Wagner og andre klassiske navne spillede dagligt. Det er sikkert og vist at denne oplevelse inspirerede Hitler til at omlægge sin livsstil – for at forsøge livet som kunstner i Wien. På et postkort frankeret til Linz, var metropolen beskrevet som ”et eventyr fra 1001 nat” , mens de klassiske symfonier også nævntes i en række breve til Kubizek; ”Når de mægtige tonebølger fylder rummet, og vindens susen viger for tonevældets voldsomme brusen, føler man sig ophøjet.”
Under et af disse besøg fik han nyheden om sin moders sygdom; Brystkraft. Hun fik sin dødsdom, og eftersigende var den unge Hitler utroligt følelsesmæssigt berørt af udmeldingen. I denne periode planlagde han sin rejse til Wien, og drømte om en plads på kunstakademiet. Han har senere skrevet i Mein Kampf hvorledes faderen havde fortalt som ung ”at han ikke ville vende tilbage til fædrenes elskede landsby, før han var blevet til noget”. Og med det selv samme forsæt begav Adolf Hitler sig i september 1907 på rejse mod Wien. Han omtalte senere sin tid i Linz som den lykkeligste i sit liv og som en ”smuk drøm”. 
Under krigen beskrev han ofte hvordan han ville trække sig tilbage i sin alderdom og bo i Linz; bygge et museum, læse, skrive, høre musik og tænke. I 1945, da de allierede styrker havde omringet Berlin, fortælles det at føreren sad i timer inde på sit værelse, med et drømmende ansigtsudtryk og bad for ombygningen af Linz. Endvidere kan det konkluderes at Hitler altid følte en vis lykkelig tilknytning til sin barndomsby, der som han selv sagde, kun formørkedes af skolefiaskoen. Han udviklede sin æstetiske sans i henhold til musik og filosofi, han lod sig drage af nationalismen – men alt sammen i en meget sagesløs og uskyldig form, skabt på et romantisk og drømmende grundlag.